# KÍ Klaksvík
Klaksvíkar Ítróttarfelag – farerski zespół, pochodzący z miasta Klaksvík.

## Historia
Założono go 24 sierpnia 1904, co sprawia, że jest to jedna z najstarszych drużyn Wysp Owczych. Klaksvíkar Ídróttarfelag zdobył 21 tytułów mistrza swego kraju (1942, 1945, 1952, 1953, 1954, 1956, 1957, 1958, 1961, 1966, 1967, 1968, 1969, 1970, 1972, 1991, 1999, 2019, 2021, 2022, 2023) oraz 6 Pucharów (1966, 1967, 1990, 1994, 1999, 2016).

### Sezon 2023/2024: historyczny awans do fazy grupowej europejskich pucharów
19 lipca 2023 roku KÍ awansował do drugiej rundy kwalifikacyjnej Ligi Mistrzów UEFA po raz drugi w swojej historii, pokonując 34-krotnych mistrzów Węgier Ferencvárosi 3:0 w dwumeczu, na co złożyły się remis 0:0 w Klaksviku i zwycięstwo 3:0 w Budapeszcie. W drugiej rundzie kwalifikacyjnej klub z Wysp Owczych zmierzył się ze szwedzką drużyną BK Häcken, pokonując ją 4:3 w rzutach karnych, po remisie 3:3 w dwumeczu. Ten historyczny wynik oznaczał, że KÍ stał się pierwszą drużyną z Wysp Owczych, która zapewniła sobie udział w fazie grupowej europejskich rozgrywek (przynajmniej w Lidze Konferencji Europy UEFA, pozostając w grze o Ligę Mistrzów UEFA i Ligę Europy UEFA). 
W trzeciej rundzie Farerzy przegrali 2:3 w dwumeczu z mistrzem Norwegii Molde FK, wygrywając z nim jednak w pierwszym meczu, tracąc gola na wagę utraty awansu w pierwszej połowie dogrywki rewanżu. W fazie play-off eliminacji Ligi Europy UEFA, KÍ przegrał 2:3 w dwumeczu z mołdawskim Sheriffem Tyraspol, zyskując jednak prawo gry w fazie grupowej Ligi Konferencji Europy UEFA.
5 października 2023 klub zdobył pierwszy punkt w historii występów w europejskich pucharach, remisując w fazie grupowej Ligi Konferencji Europy UEFA u siebie 0:0 z klubem Ligue 1 Lille OSC, a 26 października 2023 wygrał swój pierwszy mecz w historii występów w europejskich pucharach (3:0 ze słoweńską Olimpiją Lublana). Ostatecznie jednak KÍ zajął ostatnie miejsce w grupie. Po sezonie trener Magne Hoseth odszedł do duńskiego Lyngby Boldklub, a jego miejsce zajął Haakon Lunov.

## Europejskie puchary
Legenda do wszystkich tabel:
- Q – runda eliminacyjna, 1/16, 1/8, 1/4, 1/2 – odpowiednia faza rozgrywek, Grupa – runda grupowa, 1r gr – pierwsza runda grupowa, 2r gr – druga runda grupowa, F – finał, R – runda, PO – play-off
- k. – rzuty karne, los. – losowanie, Dogr. – dogrywka, w. – zasada bramek strzelonych na wyjeździe

| Sezon     | Rozgrywki                 | Runda   | Klub              | Dom          | Wyjazd       | Ogólnie      |
| --------- | ------------------------- | ------- | ----------------- | ------------ | ------------ | ------------ |
| 1992/93   | Liga Mistrzów             | Q       | Skonto            | 1–3          | 0–3          | 1–6          |
| 1995/96   | Puchar Zdobywców Pucharów | Q       | Maccabi Hajfa     | 3–2          | 0–4          | 3–6          |
| 1997/98   | Puchar UEFA               | 1Q      | Újpest            | 2–3          | 0–6          | 2–9          |
| 1999/2000 | Puchar UEFA               | Q       | Grazer AK         | 0–5          | 0–4          | 0–9          |
| 2000/01   | Liga Mistrzów             | 1Q      | FK Crvena zvezda  | 0–3          | 0–2          | 0–5          |
| 2002/03   | Puchar UEFA               | Q       | Újpest            | 2–2          | 0–1          | 2–3          |
| 2003/04   | Puchar UEFA               | Q       | Molde             | 0–2          | 0–4          | 0–6          |
| 2017/18   | Liga Europy               | 1Q      | AIK Fotboll       | 0–0          | 0–5          | 0–5          |
| 2018/19   | Liga Europy               | PQ      | Birkirkara        | 2–1          | 1–1          | 3–2          |
| 2018/19   | Liga Europy               | 1Q      | Žalgiris Wilno    | 1–2          | 1–1          | 2–3          |
| 2019/20   | Liga Europy               | PQ      | Tre Fiori         | 5–1          | 4–0          | 9–1          |
| 2019/20   | Liga Europy               | 1Q      | Riteriai          | 0–0          | 1–1          | 1–1, w.      |
| 2019/20   | Liga Europy               | 2Q      | FC Luzern         | 0–1          | 0–1          | 0–2          |
| 2020/21   | Liga Mistrzów             | 1Q      | Slovan Bratysława | 3–0 (D), w/o | 3–0 (D), w/o | 3–0 (D), w/o |
| 2020/21   | Liga Mistrzów             | 2Q      | BSC Young Boys    | 1–3 (W)      | 1–3 (W)      | 1–3 (W)      |
| 2020/21   | Liga Europy               | 3Q      | Dinamo Tbilisi    | 6–1 (D)      | 6–1 (D)      | 6–1 (D)      |
| 2020/21   | Liga Europy               | PO      | Dundalk           | 1–3 (W)      | 1–3 (W)      | 1–3 (W)      |
| 2021/22   | Liga Konferencji Europy   | 1Q      | RFS               | 2–4          | 3–2          | 5–6, Dogr.   |
| 2022/23   | Liga Mistrzów             | 1Q      | Bodø/Glimt        | 3–1          | 0–3          | 3–4          |
| 2022/23   | Liga Konferencji Europy   | 2Q      | Sutjeska Nikšić   | 1–0          | 0–0          | 1–0          |
| 2022/23   | Liga Konferencji Europy   | 3Q      | Ballkani          | 2–1          | 2–3          | 4–4, k: 3–5  |
| 2023/24   | Liga Mistrzów             | 1Q      | Ferencváros       | 0–0          | 3–0          | 3–0          |
| 2023/24   | Liga Mistrzów             | 2Q      | BK Häcken         | 0–0          | 3–3          | 3–3, k: 4–3  |
| 2023/24   | Liga Mistrzów             | 3Q      | Molde             | 2–1          | 0–2          | 2–3, Dogr.   |
| 2023/24   | Liga Europy               | PO      | Sheriff Tyraspol  | 1–1          | 1–2          | 2–3          |
| 2023/24   | Liga Konferencji Europy   | Grupa A | Lille             | 0–0          | 0–3          | 4. miejsce   |
| 2023/24   | Liga Konferencji Europy   | Grupa A | Slovan Bratysława | 1–2          | 1–2          | 4. miejsce   |
| 2023/24   | Liga Konferencji Europy   | Grupa A | Olimpija Lublana  | 3–0          | 0–2          | 4. miejsce   |
| 2024/25   | Liga Mistrzów             | 1Q      | Differdange 03    | 2–0          | 0–0          | 2–0          |
| 2024/25   | Liga Mistrzów             | 2Q      | Malmö FF          | 3–2          | 1–4          | 4–6          |
| 2024/25   | Liga Europy               | 3Q      | Borac Banja Luka  | 2–1          | 1–3          | 3–4, Dogr.   |
| 2024/25   | Liga Konferencji          | PO      | HJK Helsinki      | 2–2          | 1–2          | 3–4          |
| 2025/26   | Liga Konferencji          | 1Q      | SJK Seinäjoki     | 2–0          | 2–1          | 4–1          |
| 2025/26   | Liga Konferencji          | 2Q      | Radnički 1923     | 1–0          | 0–0          | 1–0          |
| 2025/26   | Liga Konferencji          | 3Q      | Nioman Grodno     | 2–0          | 0–2          | 2–2, k: 4–5  |